# Mördare okänd
Mördare okänd (engelska: Waking the Dead) är en brittisk kriminalserie som sändes i nio säsonger på BBC mellan 2000 och 2011.
Serien hade svensk premiär på SVT i juni 2005.

## Handling
Ett team av poliser och forensiker använder ny teknik för att lösa gamla brottsfall.

## Rollista i urval
- Trevor Eve - DSP Peter Boyd
- Sue Johnston - Grace Foley
- Wil Johnson - DI Spencer Jordan
- Claire Goose - DS Amelia Silver (säsong 1–4)
- Holly Aird - Frankie Wharton (säsong 1–4)
- Félicité du Jeu - DC Stella Goodman (säsong 5–8)
- Tara Fitzgerald - Eve Lockhart (säsong 6–9)